# ザ・ベスト盤
『ザ・ベスト盤』（ザ・ベストばん）は、2011年8月15日にリリースされたCoccoの2枚目のベストアルバム。

## 解説
- 『ベスト+裏ベスト+未発表曲集』以来、約10年ぶりとなるベストアルバム。デビュー15周年に向けてのスタートを切る記念すべきアイテム。メジャーデビュー後にリリースされた全シングル曲に加え、レア曲や新録曲が収録されている。発売日はCoccoにとって象徴的な日である8月15日となる[1]。
- ジャケットの絵は東日本大震災後にCoccoが自ら描いたものである。
- 「群青の谷」と「花柄」は本作で初めて収録された。
- 初回限定盤にはボーナストラックとして「Heaven's hell（2003.8.15 Okinawa live Version）」が収録されており、スペシャルステッカーが付属されている。なお、初回限定盤は売上から1セットにつき100円相当が東日本大震災への義援金として寄付される。

## 収録曲
※…アルバム初収録曲。■…未発表曲。

### Disc 1
（全作詞・作曲：こっこ／編曲：根岸孝旨（特記以外））
1. カウントダウン
  - 1997年リリースのデビューシングル、アルバム『ブーゲンビリア』にも収録
2. 強く儚い者たち
  - 作曲：柴草玲
  - 1997年リリースの2ndシングル、アルバム『クムイウタ』にも収録
3. Raining
  - 1998年リリースの3rdシングル、アルバム『クムイウタ』にも収録
4. 雲路の果て
  - 1998年リリースの4thシングル、アルバム『ラプンツェル』にも収録
5. 樹海の糸
  - 作曲：柴草玲
  - 1999年リリースの5thシングル、アルバム『ラプンツェル』にも収録
6. ポロメリア
  - 1999年リリースの6thシングル、アルバム『ラプンツェル』にも収録
7. 水鏡
  - 2000年リリースの7thシングル、アルバム『ラプンツェル』にも収録
8. けもの道
  - 弦編曲：村山達哉
  - 2000年リリースの8thシングル、アルバム『ラプンツェル』にも収録
9. 星に願いを
  - 作曲：柴草玲
  - 2000年リリースの9thシングル、アルバム『サングローズ』にも収録
10. 羽根〜lay down my arms〜
  - 2001年リリースの10thシングル、アルバム『サングローズ』にも収録
11. 風化風葬
  - アルバム『サングローズ』に収録
12. 焼け野が原
  - 弦編曲：村山達哉
  - 2001年リリースの11thシングル、アルバム『サングローズ』にも収録
13. Rainbow※
  - 作詞・作曲・編曲：Dr.StrangeLove
  - シングル「焼け野が原」に収録
14. ガーネット※
  - 編曲：tasuku
  - 絵本『南の島の恋の歌』購入者限定シングル「ガーネット / セレストブルー」に収録

### Disc 2
（全作詞・作曲：Cocco（特記以外））
1. 音速パンチ
  - 編曲：根岸孝旨／弦編曲：村山達哉
  - 2006年リリースの12thシングル、アルバム『ザンサイアン』にも収録
2. 流星群※
  - 編曲：根岸孝旨
  - シングル「音速パンチ」に収録
3. blue bird※
  - 編曲：片山敦夫
  - シングル「陽の照りながら雨の降る」の初回限定盤に付属
4. 陽の照りながら雨の降る
  - 編曲：根岸孝旨
  - 2006年リリースの13thシングル、アルバム『ザンサイアン』にも収録
5. 甘い香り
  - 編曲：Cocco×長田進
  - アルバム『きらきら』に収録
6. 燦
  - 編曲：Cocco×長田進
  - アルバム『きらきら』に収録
7. ジュゴンの見える丘※
  - 編曲：Cocco×長田進
  - 2007年リリースの14thシングル
8. 絹ずれ※
  - 編曲：Cocco×堀江博久
  - 2009年リリースの15thシングル「こっこさんの台所CD」に収録
9. ニライカナイ
  - 編曲：根岸孝旨×Cocco
  - 2010年リリースの16thシングル、アルバム『エメラルド』にも収録
10. 玻璃の花
  - 編曲：Cocco
  - アルバム『エメラルド』に収録
11. 群青の谷■
  - 編曲：Cocco
  - 新録曲。alanに提供した「群青の谷」のセルフカバー
12. 花柄■
  - 編曲：Cocco
  - 新録曲。SINGER SONGER名義で活動していた時に出演した「ROCK IN JAPAN FESTIVAL 2005」にて一度だけ披露した曲
13. 鳥の歌※
  - 編曲：Cocco×長田進
  - DVD『大丈夫であるように -Cocco 終わらない旅-』の初回限定盤に付属
14. Heaven's hell（2003.8.15 Okinawa live Version）※
  - 作詞・作曲：こっこ／編曲：こっこ、藤井丈司
  - 初回限定盤のみボーナストラック

## 演奏
Disc 1
- 向山テツ：Drums (#1-12)
- 根岸孝旨
  - Electric Bass (#1-13)
  - Keyboards (#2)
  - Electric Guitar (#3.5.7.8.9.11.12)
  - Acoustic Guitar (#3.8.11)
  - Chorus (#3.9.13)
  - Vibraphone (#6)
  - Guitar (#10)
  - Tambourine (#12.13 )
  - Drums (#13)
- 堀越信泰
  - Electric Guitar (#1.6.7.9)
  - Acoustic Guitar (#1.6)
  - Guitar (#10)
- 渡辺等：Cello (#1)
- 武藤祐生：Violin (#1.9)
- 柴草玲
  - Piano (#1)
  - Chorus (#2.6)
- 白井良明
  - Electric Guitar (#2.4.5.9)
  - Acoustic Guitar (#4)
- 柴田俊文
  - Keyboards (#2-11)
  - Piano (#12)
- 古波津マリア
  - Keyboards (#2)
  - Chorus (#2.3)
- 梅崎俊春：Programming (#2-12)
- 西田正也：Programming (#2)
- 手代木克仁：Electric Guitar (#3)
- 富田素弘：Keyboards (#3)
- 大石真理恵
  - Tambourine (#3)
  - Percussion (#8)
- 西川進：Electric Guitar (#4)
- 古川昌義：Acoustic Guitar (#5)
- 岸利至：Programming (#4)
- テーラー：Tambourine (#7.0)
- 村山・落合ストリングス：Strings (#8)
- 長田進：Electric Guitar (#11.12.13)
- 村山ストリングス：Strings (#12)
- 野崎真助：Drums, Shaker (#14)
- tasuku：Electric Guitar, Acoustic Guitar,  Programming (#14)
- 上田ケンジ：Bass (#14)
- 八橋義幸：Mandolin (#14)

Disc 2
- Cocco
  - Keyboards (#2)
  - Whistle (#6)
  - 三線 (#7)
  - Cymbal (#10)
  - Glockenspiel (#12)
  - Chorus (#11.12)
- 向山テツ：Drums (#1.2.4)
- 根岸孝旨
  - Electric Bass (#1.2.4.9)
  - Electric Guitar, Keyboards (#1)
  - Tambourine (#2)
  - Acoustic Guitar, Additional Drums (#4)
  - Maracas (#9)
- 長田進
  - Electric Guitar (#1.2.5.6.7)
  - Acoustic Guitar (#1.2.5.6.13)
  - Tambourine (#7)
- 柴田俊文
  - Keyboards (#1.2.4)
  - Piano (#2.4)
- 岸利至：Programming (#1.2.4.5)
- 角田俊介：Electric Bass (#3)
- 柳沢二三男：Electric Guitar, Acoustic Guitar (#3)
- 片山敦夫：Keyboards (#3)
- 森安信夫：Programming (#3)
- 西川進：Electric Guitar (#4.9 )
- 大石真理恵：Percussion (#4)
- 仲間たち全64名：Chorus (#4)
- 椎野恭一
  - Drums (#5-9.11.12)
  - Shaker (#6)
  - Chorus (#12)
- 高桑圭
  - Electric Bass (#5.6.7.8.11.12)
  - Chorus (#12)
- 堀江博久
  - Piano (#5.8.10.11.12)
  - Keyboards (#5.7.8.10.11 )
  - Acoustic Guitar (#10)
  - Chorus (#12)
- Geoff Huggins：Tin Whistle (#6)
- 大村達身
  - Electric Guitar (#7.8.12)
  - Acoustic Guitar (#8)
  - Chorus (#12)
- 名越由貴夫：Electric Guitar (#8)
- 木本靖夫：Programming (#9)
- Curly Giraffe：Vocal (#9)
- 木戸基天、鈴木亮：太鼓 (#9)
- 佐藤研二：Cello (#10)
- Mine-Chang：Percussion (#10)
- 藤田顕
  - Electric Guitar (#11.12)
  - Acoustic Guitar, Chorus (#12)
- 那覇高等学校吹奏楽部ラブレンジャーのみなさん：演奏 (#14)
- 新本寛先生：指揮 (#14)
- ゴミゼロ大作戦ラブレンジャー合唱団：コーラス (#14)